# Troglohyphantes wiebesi
Troglohyphantes wiebesi is een spinnensoort in de taxonomische indeling van de hangmatspinnen (Linyphiidae).
Het dier behoort tot het geslacht Troglohyphantes. De wetenschappelijke naam van de soort werd voor het eerst geldig gepubliceerd in 1978 door Christa L. Deeleman-Reinhold. Ze noemde soort naar J. T. Wiebes, hoogleraar aan de universiteit van Leiden waaronder zij promoveerde. T. wiebesi is een grottensoort die voorkomt in de Dinaraberg in Bosnië.